# 凯泽街清真寺

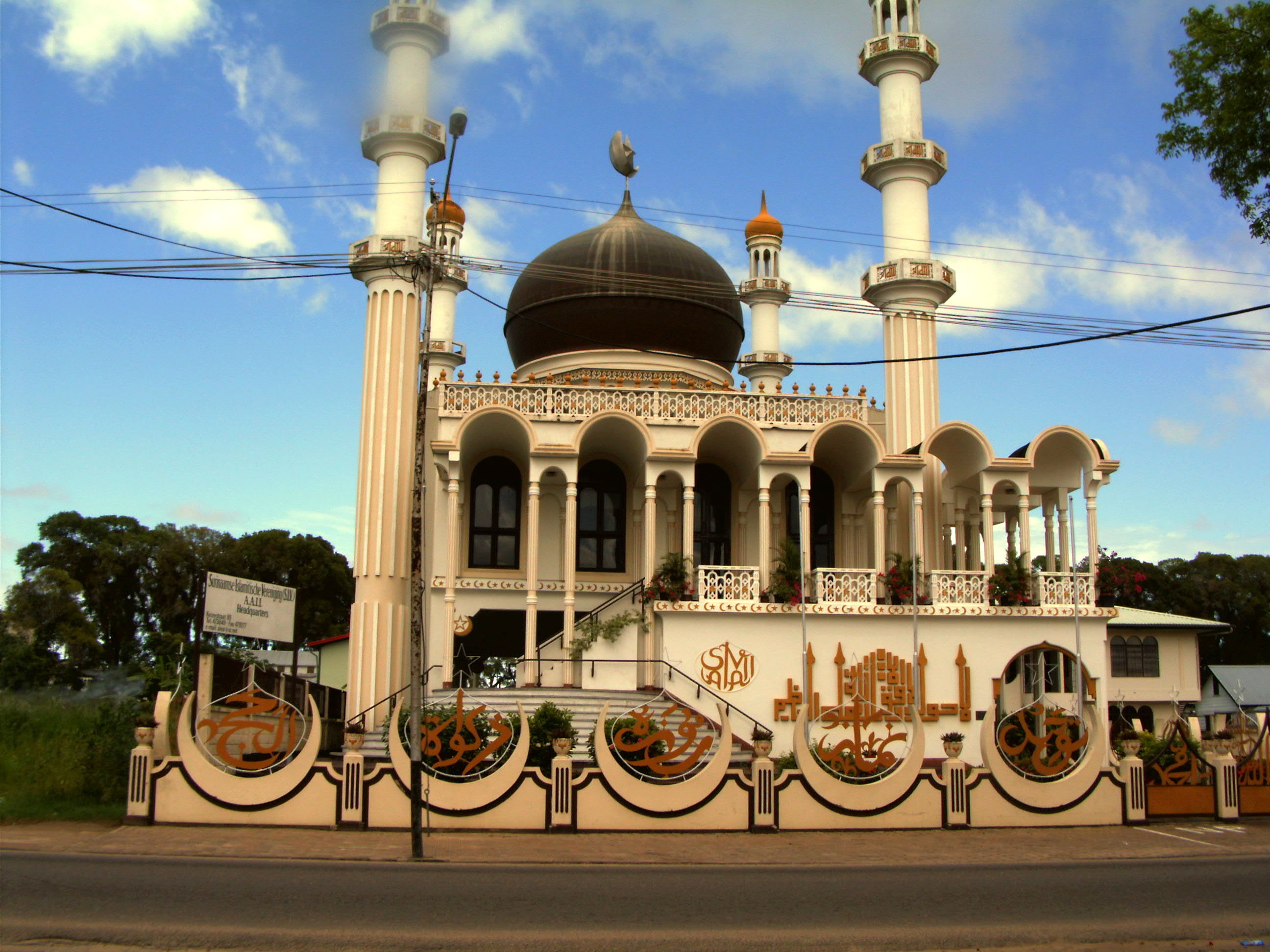
清真寺正面

凯泽街清真寺 (荷蘭語：Mosque Keizerstraat，5°49′42.8″N 55°9′35.5″W / 5.828556°N 55.159861°W)是苏里南首都帕拉马里博的一座阿赫迈底亚派的清真寺，得名于她所在的凯泽街，该寺旁边即位纳维·沙洛姆犹太会堂。

## 历史
帕拉马里博的穆斯林社区建于1929年，9年后他们有了第一座清真寺，一座设有宣礼塔的木质长方形建筑，便是今日清真寺的前身。现在的清真寺建于1984年。